# Caddella jocquei
Espèce
Caddella jocquei est une espèce d'opilions dyspnois de la famille des Acropsopilionidae.

## Distribution
Cette espèce est endémique du Cap-Occidental en Afrique du Sud. Elle se rencontre dans le Cederberg.

## Description
Les femelles mesurent de 1,9 à 3,2 mm.

## Systématique et taxinomie
Cette espèce a été décrite par Staręga en 2008.

## Étymologie
Cette espèce est nommée en l'honneur de Rudy Jocqué.

## Publication originale
- Staręga, 2008 : « Contribution to the knowledge of South African Caddidae, with description of a new species (Arachnida: Opiliones). » Polish Journal of Entomology, vol. 77, no 3, p. 171–176.